# PSK31
PSK31 (англ. Phase Shift Keying, 31 Baud — Фазовая манипуляция, 31 Бод) — цифровой режим , используемый, в основном, радиолюбителями для общения. Чаще всего под термином PSK31 подразумевают двоичную фазовую манипуляцию (BPSK31).

## История
PSK31 был разработан английским оператором-радиолюбителем Peter Martinez (G3PLX) в декабре 1998. Изначально проект назывался «Varicode (англ. varicode)», так как он использовал кодирование с переменной длиной (код Хаффмана) для передачи символов.
PSK31 быстро распространился по миру благодаря своей высокой эффективности (требуется полоса около 100 Гц). Особенно популярен он стал у операторов, которые не могли себе позволить использование больших антенн или большой выходной мощности.
Обычно протокол используется совместно с компьютером. Для передачи используют трансиверы с однополосной модуляцией (SSB). Некоторые программы поддерживают более медленные варианты PSK10 и PSK05 для большей устойчивости к помехам.

## Частоты
Чаще всего используется в коротковолновом диапазоне.
| Частота      | Частотный диапазон          |
| ------------ | --------------------------- |
| 1838.15 кГц  | 160 метров                  |
| 3580.15 кГц  | 80 метров                   |
| 7040.00 кГц  | 40 метров (регионы 1 and 3) |
| 7080.15 кГц  | 40 метров регион 2)         |
| 10142.15 кГц | 30 метров                   |
| 14070.15 кГц | 20 метров                   |
| 18100.15 кГц | 17 метров                   |
| 21070.15 кГц | 15 метров                   |
| 24920.15 кГц | 12 метров                   |
| 28120.15 кГц | 10 метров                   |